# Copiphana olivina
Copiphana olivina är en fjärilsart som beskrevs av Herrich-Schäffer 1852. Copiphana olivina ingår i släktet Copiphana och familjen nattflyn. Inga underarter finns listade i Catalogue of Life.